# FAM169B
FAM169B (англ. Family with sequence similarity 169 member B) – білок, який кодується однойменним геном, розташованим у людей на 15-й хромосомі. Довжина поліпептидного ланцюга білка становить 192 амінокислот, а молекулярна маса — 21 411.
| 10         |  | 20         |  | 30         |  | 40         |  | 50         |
| ---------- |  | ---------- |  | ---------- |  | ---------- |  | ---------- |
| MKVQSFGERV |  | VLFILNAIIF |  | GRLERNLDDD |  | DMFFLPHSVK |  | EQAKILWRRG |
| AAVGFYTTKM |  | KGRLCGDGTG |  | ACYLLPVFDT |  | VFIRRKHWHR |  | GLGTAMLRDF |
| CETFPEDEAL |  | GVSCSMSPAM |  | YQAHPGNSED |  | VSRHARTSQN |  | DRPRQPAPGD |
| GSKERMCGEE |  | LEDTKDDPEC |  | GVEEEDAGLA |  | GQPPGKLTRS |  | SP         |

A: Аланін

C: Цистеїн

D: Аспарагінова кислота

E: Глутамінова кислота

F: Фенілаланін

G: Гліцин

H: Гістидин

I: Ізолейцин

K: Лізин

L: Лейцин

M: Метіонін

N: Аспарагін

P: Пролін

Q: Глутамін

R: Аргінін

S: Серин

T: Треонін

V: Валін

W: Триптофан